# Freddie Prinze
Frederick James Prinze Sr. (nacido como Frederick Karl Pruetzel; Nueva York, 22 de junio de 1954-Nueva York, 29 de enero de 1977) fue un comediante y actor estadounidense. Durante los años setenta, protagonizó el papel titular de la serie cómica Chico and the Man, interpretando el papel de Chico Rodriguez, un mecánico chicano trabajando para un envejecido anglosajón intolerante y gruñón en su taller de automóviles.

## Biografía
Prinze nació como Frederick Karl Pruetzel en el Hospital St. Clair en la Ciudad de Nueva York, hijo del matrimonio formado por Edward Karl Pruetzel y Maria Gracia (de soltera Graniela y Ramirez). Su madre era una puertorriqueña católica y su padre, un inmigrante alemán de la época posnazi. Como adulto, Prinze desveló que su padre era un gitano húngaro.
Asistió inicialmente a una escuela privada luterana por un compromiso religioso entre sus padres. Al llegar a la edad de preparatoria, él solicitó ―sin informar a su familia― un puesto en la prestigiosa escuela pública Fiorello H. LaGuardia High School of Performing Arts, una institución neoyorquina dedicada a la preparación de artistas dramáticos y musicales. Fue allí donde Prinze descubrió y desarrolló sus talentos cómicos.
Después de varios años trabajando de comediante profesional, el actor logró conseguir su propia serie televisada, Chico and the Man, comenzando el 13 de septiembre de 1974. Desafortunadamente, su éxito profesional coincidió con una adicción a las drogas. Debido a esto, su esposa, Katherine Cochran, pidió el divorcio en 1976, unos meses después del nacimiento de su hijo, Freddie James Prinze (luego también actor).

## Muerte
En enero de 1977, Prinze ―muy deprimido por el final de su matrimonio y la orden judicial que le prohíbe el contacto con Katherine― empezó una serie de llamadas despidiéndose de sus amigos y seres queridos. Su mánager, Marvin Snyder, llegó alarmado a su cuarto de hotel y llamó al psicólogo personal del actor; pero el doctor insistió telefónicamente que no había peligro de que Prinze se hiciera daño. Poco después, Snyder regresó al cuarto de Prinze, quien hizo unas llamadas más y luego sacó una pistola de un sofá. Aunque Snyder intentó evitarlo, Prinze se disparó en la cabeza. Inicialmente se creyó que había sido un suicidio; pero finalmente se declaró que la causa de muerte fue un disparo accidental bajo la influencia de las drogas, basado en pruebas ofrecidas por la madre del difunto, indicando que Prinze tenía una historia larga de jugar con armas y de fingir un intento de suicidio para alarmar a sus amigos. A pesar de que el actor había dejado una carta de suicidio, los analistas notaron que es poco común que una persona con intenciones de suicidarse se mate frente a un testigo, y decidieron que la muerte realmente no fue intencional ni planeada.
Finalmente, en un caso civil de 1983 presentado por su madre, esposa e hijo contra Crown Life Insurance Company, el jurado determinó que su muerte fue inducida por medicamentos y accidental, lo que permitió a la familia cobrar USD 200 000 en seguros de vida. Esto siguió a un acuerdo extrajudicial por USD 1 000 000 con su psiquiatra y médico para poner fin a su demanda por negligencia médica al permitirle a Prinze acceder a un arma y sobrerecetarle Quaaludes (como tranquilizante).